# Hammersbach
Hammersbach är en kommun i Main-Kinzig-Kreis i Regierungsbezirk Darmstadt i förbundslandet Hessen i Tyskland. Kommunen bildades 31 december 1970 genom en sammanslagning av de tidigare kommunerna Langen-Bergheim och Marköbel.